# Lista de clubes campeões nacionais de futebol da América do Sul
Esta é a lista dos clubes europeus que já venceram o seu campeonato nacional da primeira divisão de futebol por ordem decrescente. Esta lista consta com cerca de 180 clubes vencedores dos atuais 10 campeonatos nacionais da primeira divisão da CONMEBOL. 

## Lista de todos os clubes campeões nacionais de futebol da América do Sul (CONMEBOL)
| #   | Clube                      | Total | País / Liga | Último Título      | Estrelas |
| --- | -------------------------- | ----- | ----------- | ------------------ | -------- |
| 1   | Peñarol                    | 52    | Uruguai     | 2024               | x11      |
| 2   | Nacional                   | 49    | Uruguai     | 2022               | —        |
| 3   | Club Olimpia               | 47    | Paraguai    | 2024 Clausura      |          |
| 4   | River Plate                | 38    | Argentina   | 2023               | —        |
| 5   | Boca Juniors               | 35    | Argentina   | 2022               | x67      |
| 6   | Cerro Porteño              | 34    | Paraguai    | 2021 Clausura      | —        |
| 7   | Colo-Colo                  | 34    | Chile       | 2024               |          |
| 8   | Bolívar                    | 31    | Bolívia     | 2024               | —        |
| 9   | Universitario              | 28    | Peru        | 2024               | —        |
| 10  | Alianza Lima               | 25    | Peru        | 2022               | —        |
| 11  | Libertad                   | 25    | Paraguai    | 2024 Apertura      | —        |
| 12  | Sporting Cristal           | 20    | Peru        | 2020               |          |
| 13  | Universidad de Chile       | 18    | Chile       | 2017 Clausura      |          |
| 14  | Racing                     | 18    | Argentina   | 2018/19            | —        |
| 15  | Atlético Nacional          | 18    | Colômbia    | 2024–II            | —        |
| 16  | Independiente              | 16    | Argentina   | 2002 Apertura      | x18      |
| 17  | Barcelona                  | 16    | Equador     | 2020               | —        |
| 18  | Universidad Católica       | 16    | Chile       | 2021               | —        |
| 19  | The Strongest              | 16    | Bolívia     | 2023               | —        |
| 20  | Millonarios                | 16    | Colômbia    | 2023–I             | —        |
| 21  | San Lorenzo                | 15    | Argentina   | 2013 Inicial       | —        |
| 22  | Jorge Wilstermann          | 15    | Bolívia     | 2019 Clausura      |          |
| 23  | América de Cali            | 15    | Colômbia    | 2020               | —        |
| 24  | Emelec                     | 14    | Equador     | 2017               | x24      |
| 25  | El Nacional                | 13    | Equador     | 2006               | x20      |
| 26  | LDU Quito                  | 13    | Equador     | 2024               |          |
| 27  | Caracas                    | 12    | Venezuela   | 2019               |          |
| 29  | Palmeiras                  | 12    | Brasil      | 2023               | x8       |
| 28  | Guaraní                    | 11    | Paraguai    | 2016 Clausura      | —        |
| 30  | Deportivo Táchira          | 11    | Venezuela   | 2024               | x11      |
| 31  | Vélez Sarsfield            | 11    | Argentina   | 2024               |          |
| 32  | Alumni †                   | 10    | Argentina   | 1911               | —        |
| 33  | Deportivo Cali             | 10    | Colômbia    | 2021–II            |          |
| 34  | Junior                     | 10    | Colômbia    | 2023–II            | x10      |
| 35  | Nacional                   | 9     | Paraguai    | 2013 Apertura      | —        |
| 36  | Santa Fe                   | 9     | Colômbia    | 2016–II            | —        |
| 37  | Santos                     | 8     | Brasil      | 2004               |          |
| 38  | Cobreloa                   | 8     | Chile       | 2004 Clausura      | x8       |
| 39  | Unión †                    | 7     | Venezuela   | 1950               | —        |
| 40  | Unión Española             | 7     | Chile       | 2013 Transición    | —        |
| 41  | Corinthians                | 7     | Brasil      | 2017               | —        |
| 42  | Flamengo                   | 7     | Brasil      | 2020               |          |
| 43  | Dos Caminos †              | 6     | Venezuela   | 1949               | —        |
| 44  | Sport Boys                 | 6     | Peru        | 1984               | x6       |
| 45  | São Paulo                  | 6     | Brasil      | 2008               |          |
| 46  | Estudiantes                | 6     | Argentina   | 2010 Apertura      |          |
| 47  | Newell's Old Boys          | 6     | Argentina   | 2013 Final         | x7       |
| 48  | Independiente Medellín     | 6     | Colômbia    | 2016–I             | —        |
| 49  | Lomas                      | 5     | Argentina   | 1898               | —        |
| 50  | Huracán                    | 5     | Argentina   | 1973 Metropolitano | x13      |
| 51  | Portuguesa                 | 5     | Venezuela   | 1978               |          |
| 52  | Deportivo Petare           | 5     | Venezuela   | 1998/99            | —        |
| 53  | Blooming                   | 5     | Bolívia     | 2009 Clausura      |          |
| 54  | Oriente Petrolero          | 5     | Bolívia     | 2010 Clausura      | x15      |
| 55  | Deportivo Quito            | 5     | Equador     | 2011               |          |
| 56  | River Plate †              | 4     | Uruguai     | 1914               | —        |
| 57  | Centro Atlético †          | 4     | Venezuela   | 1930               | —        |
| 58  | Deportivo Venezuela †      | 4     | Venezuela   | 1933               | —        |
| 59  | Magallanes                 | 4     | Chile       | 1938               |          |
| 60  | Deportivo Municipal        | 4     | Peru        | 1950               |          |
| 61  | Audax Italiano             | 4     | Chile       | 1957               |          |
| 62  | Deportivo Portugués †      | 4     | Venezuela   | 1967               | —        |
| 63  | Deportivo Galicia †        | 4     | Venezuela   | 1974               | —        |
| 64  | Rosario Central            | 4     | Argentina   | 1986/87            | x6       |
| 65  | Marítimo †                 | 4     | Venezuela   | 1992/93            | —        |
| 66  | Vasco da Gama              | 4     | Brasil      | 2000               | —        |
| 67  | Defensor                   | 4     | Uruguai     | 2007/08            | —        |
| 68  | Everton                    | 4     | Chile       | 2008 Apertura      |          |
| 69  | Once Caldas                | 4     | Colômbia    | 2010–II            |          |
| 70  | Fluminense                 | 4     | Brasil      | 2012               | —        |
| 71  | Danubio                    | 4     | Uruguai     | 2013/14            |          |
| 72  | Cruzeiro                   | 4     | Brasil      | 2014               |          |
| 73  | San José                   | 4     | Bolívia     | 2018 Clausura      |          |
| 74  | Zamora                     | 4     | Venezuela   | 2018               |          |
| 75  | Belgrano Athletic †        | 3     | Argentina   | 1908               | —        |
| 76  | Montevideo Wanderers       | 3     | Uruguai     | 1931               |          |
| 77  | Loyola †                   | 3     | Venezuela   | 1944               | —        |
| 78  | Universidad Central        | 3     | Venezuela   | 1957               |          |
| 70  | Internacional              | 3     | Brasil      | 1979               | —        |
| 80  | Santiago Wanderers         | 3     | Chile       | 2001               |          |
| 81  | Argentinos Juniors         | 3     | Argentina   | 2010 Clausura      |          |
| 82  | Universidad San Martín     | 3     | Peru        | 2010               |          |
| 83  | Club Always Ready          | 3     | Bolívia     | 2020 Apertura      |          |
| 84  | Club Deportes Tolima       | 3     | Colômbia    | 2021–I             |          |
| 85  | Atlético Mineiro           | 3     | Brasil      | 2021               |          |
| 86  | Huachipato                 | 3     | Chile       | 2023               |          |
| 87  | Porteño                    | 2     | Argentina   | 1914 FAF           | —        |
| 88  | Botafogo                   | 3     | Brasil      | 2024               |          |
| 89  | Lima CFC                   | 2     | Peru        | 1914               | —        |
| 90  | Sport José Gálvez          | 2     | Peru        | 1916               | —        |
| 91  | América †                  | 2     | Venezuela   | 1923               | —        |
| 92  | Sport Progreso †           | 2     | Peru        | 1926               | —        |
| 93  | Estudiantil Porteño †      | 2     | Argentina   | 1934               | —        |
| 94  | Atlético Chalaco           | 2     | Peru        | 1947               |          |
| 95  | Sportivo Luqueño           | 2     | Paraguai    | 1953               |          |
| 96  | Mariscal Sucre             | 2     | Peru        | 1953               | —        |
| 97  | La Salle †                 | 2     | Venezuela   | 1955               |          |
| 98  | Deportivo Español †        | 2     | Venezuela   | 1959               | —        |
| 99  | Club Deportivo Municipal   | 2     | Bolívia     | 1965               | —        |
| 100 | Quilmes                    | 2     | Argentina   | 1978 Metropolitano |          |
| 101 | Palestino                  | 2     | Chile       | 1978               |          |
| 102 | Ferro Carril Oeste         | 2     | Argentina   | 1984 Nacional      |          |
| 103 | Estudiantes de Mérida      | 2     | Venezuela   | 1985               |          |
| 104 | Universidad de Los Andes   | 2     | Venezuela   | 1990/91            |          |
| 105 | Bahia                      | 2     | Brasil      | 1988               |          |
| 106 | Unión Huaral               | 2     | Peru        | 1989               |          |
| 107 | Club Sol de América        | 2     | Paraguai    | 1991               |          |
| 108 | Grêmio                     | 2     | Brasil      | 1996               |          |
| 109 | Aurora                     | 2     | Bolívia     | 2008 Clausura      |          |
| 110 | Universitario de Sucre     | 2     | Bolívia     | 2014 Clausura      |          |
| 111 | Melgar                     | 2     | Peru        | 2015               |          |
| 112 | Lanús                      | 2     | Argentina   | 2016               | x6       |
| 113 | Old Caledonians †          | 1     | Argentina   | 1891               | —        |
| 114 | St. Andrew's †             | 1     | Argentina   | 1891               | —        |
| 115 | Lomas Academy †            | 1     | Argentina   | 1896               | —        |
| 116 | Jorge Chávez N°1 †         | 1     | Peru        | 1913               | —        |
| 117 | Sport Juan Bielovucic †    | 1     | Peru        | 1917               | —        |
| 118 | Sport Inca †               | 1     | Peru        | 1920               | —        |
| 119 | Rampla Juniors             | 1     | Uruguai     | 1927               |          |
| 120 | Venzóleo †                 | 1     | Venezuela   | 1927               | —        |
| 121 | Gimnasia y Esgrima         | 1     | Argentina   | 1929               |          |
| 122 | Sportivo Barracas          | 1     | Argentina   | 1932               |          |
| 123 | Dock Sud                   | 1     | Argentina   | 1933               |          |
| 124 | Litoral †                  | 1     | Venezuela   | 1941               | —        |
| 125 | Santiago Morning           | 1     | Chile       | 1942               |          |
| 126 | Green Cross †              | 1     | Chile       | 1945               | —        |
| 127 | Presidente Hayes           | 1     | Paraguai    | 1952               |          |
| 128 | Litoral                    | 1     | Bolívia     | 1954               | —        |
| 129 | Deportivo Vasco †          | 1     | Venezuela   | 1954               | —        |
| 130 | Deportes Quindío           | 1     | Colômbia    | 1956               |          |
| 131 | Banco Obrero †             | 1     | Venezuela   | 1956               | —        |
| 132 | Centro Iqueño †            | 1     | Peru        | 1957               | —        |
| 133 | Everest                    | 1     | Equador     | 1962               |          |
| 134 | Lara FC †                  | 1     | Venezuela   | 1965               | —        |
| 135 | Unión Magdalena            | 1     | Colômbia    | 1968               |          |
| 136 | Unión Deportiva Canarias † | 1     | Venezuela   | 1968               | —        |
| 137 | Chacarita Juniors          | 1     | Argentina   | 1969 Metropolitano |          |
| 138 | Universitario de La Paz    | 1     | Bolívia     | 1969               | —        |
| 139 | Chaco Petrolero            | 1     | Bolívia     | 1970               |          |
| 140 | Unión San Felipe           | 1     | Chile       | 1971               |          |
| 141 | Carabobo                   | 1     | Venezuela   | 1971               | —        |
| 142 | Defensor Lima              | 1     | Peru        | 1973               |          |
| 143 | Guabirá                    | 1     | Bolívia     | 1975               | —        |
| 144 | Guarani                    | 1     | Brasil      | 1978               |          |
| 145 | Atlético San Cristóbal †   | 1     | Venezuela   | 1982               | —        |
| 146 | Central Español            | 1     | Uruguai     | 1984               |          |
| 147 | Coritiba                   | 1     | Brasil      | 1985               |          |
| 148 | San Agustín †              | 1     | Peru        | 1986               | —        |
| 149 | Sport Club do Recife       | 1     | Brasil      | 1987               |          |
| 150 | Mineros de Guayana         | 1     | Venezuela   | 1988/89            |          |
| 151 | Progreso                   | 1     | Uruguai     | 1989               |          |
| 152 | Bella Vista                | 1     | Uruguai     | 1990               |          |
| 153 | Minervén                   | 1     | Venezuela   | 1995/96            |          |
| 154 | Atlético Zulia †           | 1     | Venezuela   | 1997/98            | —        |
| 155 | Olmedo                     | 1     | Equador     | 2000               |          |
| 156 | Athletico Paranaense       | 1     | Brasil      | 2001               | —        |
| 157 | Nacional Táchira †         | 1     | Venezuela   | 2001/02            | —        |
| 158 | Deportivo Cuenca           | 1     | Equador     | 2004               |          |
| 159 | Unión Atlético Maracaibo † | 1     | Venezuela   | 2004/05            | —        |
| 160 | Deportivo Pasto            | 1     | Colômbia    | 2006–I             |          |
| 161 | Cúcuta Deportivo           | 1     | Colômbia    | 2006–II            |          |
| 162 | Real Potosí                | 1     | Bolívia     | 2007 Apertura      | —        |
| 163 | Boyacá Chicó               | 1     | Colômbia    | 2008–I             |          |
| 164 | Banfield                   | 1     | Argentina   | 2009 Apertura      |          |
| 165 | Juan Aurich                | 1     | Peru        | 2011               |          |
| 166 | ACD Lara                   | 1     | Venezuela   | 2011/12            |          |
| 167 | O'Higgins                  | 1     | Chile       | 2013 Apertura      |          |
| 168 | Arsenal                    | 1     | Argentina   | 2012 Clausura      |          |
| 169 | Sport Boys                 | 1     | Bolívia     | 2015 Apertura      |          |
| 170 | Cobresal                   | 1     | Chile       | 2015 Clausura      |          |
| 171 | Monagas                    | 1     | Venezuela   | 2017               |          |
| 172 | Delfín                     | 1     | Equador     | 2019               |          |
| 173 | Binacional                 | 1     | Peru        | 2019               |          |
| 174 | Deportivo La Guaira        | 1     | Venezuela   | 2020               |          |
| 175 | Independiente Petrolero    | 1     | Bolívia     | 2021               |          |
| 176 | Independiente del Valle    | 1     | Equador     | 2021               |          |
| 177 | Deportivo Pereira          | 1     | Colômbia    | 2022–II            |          |
| 178 | Aucas                      | 1     | Equador     | 2022               |          |
| 179 | Metropolitanos             | 1     | Venezuela   | 2022               | —        |
| 180 | Liverpool FC               | 1     | Uruguai     | 2023               |          |
| 181 | Atlético Bucaramanga       | 1     | Colômbia    | 2024-I             | —        |

Em caso de empate no número de títulos nacionais a lista é organizada de ordem cronológica os mais antigos primeiro se houver igualdade na data organiza-se por ordem alfabética do nome dos países.
Legenda
Maior campeão nacional - ; se partilhado - *
Clube extinto - †

## Lista de todos os atuais clubes campeões nacionais de futebol da América do Sul (CONMEBOL)
| País / Liga | Clube (total)          | Época   | País / Liga | Clube (total)          | Época   |
| ----------- | ---------------------- | ------- | ----------- | ---------------------- | ------- |
| Argentina   | Vélez Sarsfield (11)   | 2024    | Equador     | LDU Quito (13)         | 2024    |
| Bolívia     | Bolívar (31)           | 2024    | Paraguai    | Club Olimpia (47)      | 2024 C. |
| Brasil      | Botafogo (3)           | 2024    | Peru        | Universitario (28)     | 2024    |
| Chile       | Colo-Colo (34)         | 2024    | Uruguai     | Peñarol (52)           | 2024    |
| Colômbia    | Atlético Nacional (18) | 2024–II | Venezuela   | Deportivo Táchira (11) | 2024    |

Legenda
Maior campeão nacional - ; se partilhado - *
Época Atual (2025)

## Lista dos maiores campeões nacionais de futebol da América do Sul (CONMEBOL)
| País / Liga | Clube (total)          | Último Título | País / Liga | Clube (total)      | Último Título |
| ----------- | ---------------------- | ------------- | ----------- | ------------------ | ------------- |
| Argentina   | River Plate (38)       | 2023          | Equador     | Barcelona (16)     | 2020          |
| Bolívia     | Bolívar (31)           | 2024          | Paraguai    | Club Olimpia (47)  | 2024 C.       |
| Brasil      | Palmeiras (12)         | 2023          | Peru        | Universitario (28) | 2024          |
| Chile       | Colo-Colo (34)         | 2024          | Uruguai     | Peñarol (52)       | 2024          |
| Colômbia    | Atlético Nacional (18) | 2024–II       | Venezuela   | Caracas (12)       | 2019          |

Maior campeão nacional - ; se partilhado - *
Época Atual (2025)